# Wilhelm Szczęsny Wachholz
Wilhelm Szczęsny Wachholz właśc. Wilhelm Maria Feliks Wachholz ps. „Tomasz Strażyc” (ur. 4 maja 1897 w Krakowie, zm. 25 sierpnia 1957 tamże) – polski profesor nauk prawnych Uniwersytetu Jagiellońskiego, specjalista z zakresu prawa administracyjnego, zajmujący się także historią prawa, zwłaszcza historią Wolnego Miasta Krakowa.

## Życiorys
Był synem Leona Wachholza, specjalisty z zakresu medycyny sądowej, profesora UJ i Józefy z Sariusz-Jelita-Małeckich. W 1915 ukończył II Gimnazjum im. św. Jacka w Krakowie i został powołany do służby wojskowej w armii austro-węgierskiej, którą pełnił do 1918. Studia na Wydziale Prawa Uniwersytetu Jagiellońskiego podjął w 1919 r. i ukończył w 1924. W latach 1924–1927 był aplikantem sądowym w Sądzie Apelacyjnym w Krakowie. W 1928 roku uzyskał veniam legend i z zakresu nauki administracji i prawa administracyjnego na podstawie rozprawy: Istota i prawo związków publicznych. Na początku lat 30. był radcą Zarządu Miejskiego w Krakowie. Przed wyborami parlamentarnymi do Sejmu RP w 1935 został mianowany komisarzem wyborczym w okręgu wyborczym nr 80. W 1936 został profesorem zwyczajnym. Podczas II wojny światowej był tłumaczem w Zarządzie Miasta Krakowa, wykładał też prawo administracyjne na tajnym uniwersytecie. Po wojnie został kierownikiem I Katedry Nauki Administracji i Prawa Administracyjnego na Wydziale Prawa UJ.
Zmarł w Krakowie. Pochowany na cmentarzu Rakowickim (kwatera LXX-płn-5).

## Ordery i odznaczenia
- Złoty Krzyż Zasługi (11 listopada 1934)[3]
- Medal Pamiątkowy za Wojnę 1918–1921
- Medal Dziesięciolecia Odzyskanej Niepodległości

## Publikacje
- Indywidualizm a uniwersalizm (1925)
- Zasada swobodnej oceny władzy administracyjnej w państwie prawnym (1927)
- Problem samorządu w nowej organizacji ogólnej R. P. (1928)
- Istota i prawo związków publicznych (1928)
- Organizacja administracji R. P. (1931)
- Instytucja samorządu we Francji (1934)
- Geneza i rozwój Związku Szwajcarskiego (1936)
- Człowiek gwiazd (1947) – jako Tomasz Strażyc
- Reforma chłopska w Rzeczypospolitej Krakowskiej w świetle dokumentów archiwalnych (1955)
- Akty prawne Rewolucji krakowskiej z roku 1846 (1956)
- Rzeczpospolita Krakowska: okres od 1815 do 1830 r. (1957)